# Caroline de Waldeck-Pyrmont
Caroline-Louise de Waldeck-Pyrmont (14 août 1748 – 18 août 1782), est une princesse de Waldeck et Pyrmont par la naissance et une duchesse consort de Courlande par mariage.
Elle est la fille de Charles-Auguste de Waldeck-Pyrmont et de Christine de Deux-Ponts-Birkenfeld.

## Biographie
Elle épouse le duc de Courlande, Pierre von Biron, le 15 octobre 1765. La relation entre Caroline et Pierre est malheureuse, et, de toute évidence, il abuse d'elle en état d'ébriété. L'union ne produit qu'un seul fils, qui est mort-né, le 16 novembre 1766. Caroline et Pierre ont divorcé en 1772. 